# 电焊工波力
《电焊工波力》（英語：BURN-E）是皮克斯工作室在2008年根据电影《瓦力》的情节制作的一部动画短片。这部短片作为《瓦力》的一部分随DVD和蓝光碟发售。
本片的导演是《瓦力》的美工安格斯·麦克莱恩。

## 故事情节
瓦力随科考船前往公理號太空船的路上用手拨动了天王星光环。光环中的一块碎石随后受到重力影响飞向了公理號并打坏了上面的一个灯柱。公理號的电脑发现了灯柱故障并启动了储存备用灯柱的电脑SUPPLY-R和维修灯柱的机器人波力。
波力从SUPPLY-R拿到了更换的灯柱并赶到坏掉的灯柱那里维修。却因为瓦力的乱入而连续弄坏了两个灯柱。无话可说的SUPPLY-R把最后一个备用灯柱扔给了波力。波力灰溜溜的回去修理灯柱。就在刚刚修好的时候，从爆炸中死里逃生的瓦力和伊娃从波力出入的舱门进入太空舱，把波力锁在了外面。
尝试了通过因为困住瓦力等人而长时间打开的垃圾舱门，却没有成功之后，波力灵机一动，用手中的焊枪切割下了锁住自己的舱门，回到SUPPLY-R面前准备按下重新启动灯柱的按钮。按下按钮前叛变的飞船机器人傲特使飞船倾斜令船长摔倒，恰好将波力甩离开关，之后船长重新夺回飞船控制权，飞船以超高速返航至地球，巨大的冲力令波力仍无法靠近开关。
公理號号最终回到了地球。波力乘坐飞船的逃生舱离开飞船，并找到已经来到地面的SUPPLY-R重新啟動开关。灯柱重新启动，但却被从天而降的逃生舱门再次摧毁，本来在欢呼中的波力郁闷地晕倒。全片终结。

## 配音
- 安格斯·麦克莱恩（英语：Angus MacLane）——波力
- 泰莎·斯威格特——SUPPLY-R
- 本·贝尔特（英语：Ben Burtt）——瓦力（客串）
- 艾丽莎·奈特（英语：Elissa Knight）——伊芙（客串）
- 杰夫·格尔林——艦長麥克雷 （客串）
- MacInTalk（英语：MacInTalk）——奧圖（客串）